# John Ter-Tadewosjan
John Grigorjewitsch Ter-Tadewosjan (auch bekannt als Jivan Grigoryevich Ter-Tadevosyan; russisch: Джон Дживан Гургенович Тер-Татевосян, armenisch: Ջոն (Ջիվան) Տեր-Թադևոսյան) (* 14. September 1926 in Jerewan, Armenische SSR; † 27. Juni 1988 ebenda) war ein sowjetisch-armenischer Komponist und Violinist.
John Ter-Tadewosjan schloss am Konservatorium Jerewan 1952 sein Violinstudium bei Witold Platonowitsch Portugalow ab und 1960 sein Kompositionsstudium bei Eduard Mirsojan.
Von 1952 bis 1959 war er Lehrer und Direktor der Konstantin-Saradschew-Musikschule in Jerewan.

## Kompositionen
Das Werk von Ter-Tadewosjan umfasst neben Kammer-, Konzertmusik und sinfonischen Kompositionen vor allem Filmmusik wie etwa zu Neun Tage eines Jahres (Sowjetunion 1962).